# Memoria olfativa
La memoria olfativa se refiere al recuerdo de olores. Los estudios han encontrado varias características de los recuerdos comunes de la memoria olfativa, incluida la persistencia y la alta resistencia a las interferencias. La memoria explícita es generalmente la forma en la que se centran los estudios de la memoria olfativa, aunque las formas implícitas de memoria ciertamente proporcionan contribuciones distintas a la comprensión de los olores y los recuerdos de ellos. Las investigaciones han demostrado que los cambios en el bulbo olfatorio y en el sistema olfativo principal después del nacimiento son extremadamente importantes e influyentes en el comportamiento materno. Las señales olfativas de los mamíferos desempeñan un papel importante en la coordinación del vínculo madre-infante y en el posterior desarrollo normal de la descendencia. Los olores de los senos maternos son distintivos para cada individuo y proporcionan una base para que la madre los reconozca a ellos y a sus hijos.
A lo largo de la historia evolutiva, el olfato ha servido para diversos propósitos relacionados con la supervivencia de las especies, como el desarrollo de la comunicación. Incluso en los seres humanos y otros animales de hoy en día, estos aspectos de supervivencia y comunicación siguen funcionando. También hay evidencia que sugiere que existen déficits en la memoria olfativa en individuos con enfermedades degenerativas cerebrales como la enfermedad de Alzheimer y la demencia. Estos individuos pierden la capacidad de distinguir olores a medida que su enfermedad empeora. También hay investigaciones que muestran que los déficits en la memoria olfativa pueden actuar como base para evaluar ciertos tipos de trastornos mentales como la depresión, ya que cada trastorno mental tiene su propio patrón distintivo de déficits olfativos.

## Mecanismo

### Fisiología

#### Odorante
Un odorante es una molécula fisicoquímica que se une a una proteína receptora específica.  En los mamíferos, cada proteína receptora olfativa tiene un tipo de molécula a la que responde, conocida como la regla de un olfato, una neurona, y se han identificado aproximadamente mil tipos de la misma.  La estructura y la complejidad constituyen las características de un olor, y los cambios dan como resultado una calidad alterada del mismo.  Las características de un olor son detectadas por los glomérulos y las células mitrales del sistema olfativo que se encuentran en el bulbo olfatorio, una estructura cortical involucrada en la diferenciación perceptiva de los olores.   El bulbo olfativo en sí mismo afecta la forma en que los olores llegan a ser codificados a través de su estructura temporal y tasa de activación, lo que a su vez influye en la probabilidad de que un olor sea recordado. 

#### Neuromoduladores
La neuromodulación existe en el sistema olfativo y es responsable de la plasticidad neuronal y del cambio de comportamiento tanto en mamíferos como en insectos.  En el contexto de la memoria olfativa, los neuromoduladores regulan el almacenamiento de información de manera que se mantenga el significado de la experiencia olfativa.  Estos sistemas dependen en gran medida de la noradrenalina y la acetilcolina, que afectan tanto a la memoria implícita como a la explícita.  Estudios que involucran el sistema noradrenérgico de ratones demuestran la eliminación del aprendizaje habitual cuando se lesionan áreas que involucran este sistema, y la posterior restauración de las capacidades de aprendizaje habitual cuando se inyecta noradrenalina en el bulbo olfatorio.  La importancia de los sistemas colinérgicos ha sido demostrada en estudios con ratas y los efectos de la escopolamina, estando implicada la acetilcolina en etapas iniciales del aprendizaje y más concretamente en la reducción de interferencias entre recuerdos almacenados. 

### Memoria olfativa implícita
Los recuerdos implícitos de los estímulos no requieren el recuerdo consciente del encuentro inicial con el estímulo.  En lo que respecta a la memoria olfativa, no es necesario el recuerdo deliberado de una experiencia olfativa para que se formen recuerdos implícitos de olores en el cerebro.  Las técnicas utilizadas para estudiar la memoria olfativa implícita se consideran aplicables tanto a humanos como a animales.  En pruebas de memoria implícita, se ha demostrado que el recuerdo de un estímulo se ve favorecido por la exposición previa a ese mismo estímulo.  Se encuentran evidencias de la formación de la memoria implícita en pruebas de habituación, sensibilización, aprendizaje perceptivo y condicionamiento clásico.  En el olfato existe una fuerte tendencia a la habituación, que se analiza con más detalle en el párrafo siguiente.  Al evaluar el desempeño de la memoria en tareas que involucran uno de estos "subconjuntos" de memoria implícita, se puede medir el efecto de la experiencia previa de estímulos olfativos que no involucran el recuerdo consciente.  Se puede obtener más conocimiento sobre la memoria implícita del olor a través del estudio de las implicaciones de los déficits cognitivos. Los efectos de una lesión cerebral sobre la memoria olfativa se pueden investigar mediante el uso de estas medidas de memoria implícita que conducen a una mayor comprensión general del cerebro. 

#### Habituación
La habituación implica una disminución de los niveles de atención y respuesta a un estímulo que ya no se percibe como nuevo.  En el ámbito de la memoria olfativa, la habituación se refiere a una disminución en la capacidad de respuesta a un olor como resultado de una exposición prolongada (restringida a un cierto estímulo repetido), lo que implica la adaptación de las células en el sistema olfativo.  Las neuronas receptoras y las células mitrales ubicadas en el sistema olfativo se adaptan en respuesta a los olores.  Esto incluye la participación de las neuronas corticales piriformes que se adaptan rápidamente, de manera más completa y selectiva a los olores nuevos y también se cree que juegan un papel muy importante en la habituación a los olores.  Se considera que la noradrenalina tiene un efecto sobre el funcionamiento de las células mitrales al aumentar su capacidad de respuesta.  La acetilcolina también se considera un neurotransmisor importante involucrado en la habituación al estímulo olfativo, aunque los medios exactos a través de los cuales opera aún no están claros.

### Memoria explícita
Algunos piensan que la memoria explícita de los olores, a diferencia de la implícita, es un fenómeno exclusivo de los humanos.  La memoria explícita se refiere a los recuerdos que se recuerdan con conciencia de ello.  En el ámbito del olfato, la memoria explícita se refiere a la atribución de un significado asociativo a los olores.  A través de la asignación de asociaciones a estímulos olfativos y no olfativos, los estímulos olfativos pueden adquirir significado.  Los recuerdos explícitos de olores incluyen información que puede utilizarse para procesar y comparar otros olores encontrados.  La atención centrada en los olores ayuda al funcionamiento de la vida cotidiana, así como a la realización de respuestas adecuadas a los acontecimientos experimentados.  La evidencia de la memoria olfativa explícita se ve a través de conductas en tareas que involucran un componente de memoria de trabajo.  Las dos pruebas más utilizadas para la memoria explícita de olores son la identificación de olores y el reconocimiento de los mismos.  En conjunto, el reconocimiento y la identificación de olores son los componentes del entrenamiento olfativo en pacientes con pérdida del olfato. 

#### Reconocimiento de olores
El reconocimiento de olores es el medio más común y directo utilizado para medir la memoria del olor.  En una prueba de reconocimiento de olores se pregunta a los participantes si reconocen o no un olor. Más específicamente, se somete a un participante a un cierto estímulo relacionado con el olfato y, después de un período de retraso, se le pide que decida si una sonda (un estímulo que podría o no ser el mismo que el estímulo inicial) es la misma que encontró inicialmente.  La precisión de la memoria se evalúa por la cantidad de decisiones de reconocimiento correctas que se toman.  Un problema potencial con esta medida implica la generación de etiquetas verbales que pueden mejorar la memoria de los estímulos olfativos. Existen diversas formas de medir el efecto del etiquetado verbal, que incluyen la comparación de olores y nombres de olores, así como la velocidad y precisión con la que se toman decisiones léxicas con respecto a los nombres de los olores.  Se ha sugerido que las pruebas de reconocimiento de olores deberían considerarse como una medida que involucra tanto la memoria de la información perceptiva como la memoria potencialmente confusa debido a la generación de etiquetas verbales. 

#### Identificación de olores
La identificación de olores requiere el etiquetado específico de los estímulos olfativos presentados, a diferencia del reconocimiento de olores.  La codificación neuronal se refiere a la forma en que la identidad, la concentración y el valor placentero de los estímulos olfativos se representan en el patrón de potenciales de acción transmitidos al cerebro desde el bulbo olfativo.  La identificación comienza con la unión de un olor a proteínas receptoras de olores específicas. Las moléculas del receptor olfativo son muy similares a los receptores ligados a la proteína G y pertenecen a la familia de genes del receptor de olores.  La especificidad del reconocimiento de olores es el resultado de la variedad molecular de las proteínas receptoras de olores y su interacción con las moléculas de olores. Sin embargo, el mecanismo específico por el cual ciertos receptores se unen a ciertas moléculas odoríferas no se comprende bien.  Los genes receptores de olores también juegan un papel importante en la identificación de olores. Se ha confirmado la expresión en las neuronas receptoras olfativas de un subconjunto limitado de la enorme cantidad de genes receptores de olores.  El análisis genético muestra que las neuronas receptoras de olores expresan solo un tipo de gen receptor de olores. Se plantea la hipótesis de que diferentes olores activan diferentes receptores y que la regulación genética de los receptores de olores da como resultado la diversidad de neuronas receptoras olfativas, lo que permite que los sistemas olfativos puedan detectar y codificar una amplia gama de olores complejos y novedosos en el entorno. 

### Diferencias hemisféricas
Aunque se ha observado una activación bilateral del cerebro con estimulación unilateral (lograda colocando un estímulo debajo de una sola fosa nasal), la activación observada no es exactamente igual en ambos hemisferios.  Diferentes partes del cerebro están involucradas en la memoria olfativa, dependiendo del tipo de memoria que se esté procesando (por ejemplo, memoria implícita-habituación o memoria explícita-reconocimiento) y esto es evidente en los resultados de las tareas explícitas e implícitas de memoria.  Los estudios han demostrado que el hemisferio izquierdo se activa durante la recuperación semántica verbal de recuerdos relacionados con olores, mientras que el hemisferio derecho muestra activación durante la recuperación no verbal de información semántica relacionada con olores.  Sin embargo, se produce una gran superposición entre regiones.  La información de los olores de naturaleza semántica se distribuye por ambos lados del cerebro, aunque el hemisferio derecho está más involucrado en el procesamiento de la calidad del olor y del encuentro previo con el estímulo que el izquierdo. La plasticidad neuronal también es una parte importante del olfato, ya que diferentes experiencias pueden provocar alteraciones de los circuitos corticales y subcorticales del cerebro. 

### Papel de la amígdala
La amígdala es un conjunto complejo de núcleos situados en el lóbulo temporal anterior y se encuentra debajo de la corteza olfatoria primaria. Participa en la formación de recuerdos de experiencias emocionales, particularmente aquellas asociadas con el miedo, la huida y la defensa. Está conectada por varias vías a otras partes del cerebro, pero más notablemente al cerebro anterior basal que contiene células magnocelulares que proporcionan información extensa al neocórtex y al hipocampo. También existen proyecciones directas desde la amígdala al hipocampo, que intervienen en la integración de diversas sensaciones en la memoria. La investigación neuropsicológica ha sugerido que esta vía es vital para el desarrollo de la memoria olfativa. La corteza olfativa primaria y el hipocampo tienen amplias conexiones con la amígdala a través de vías indirectas y directas. Es importante que un animal cree recuerdos de los estímulos olfativos que amenazan su supervivencia. Sin una amígdala que funcione correctamente, no podrían formarse memorias olfativas, lo que podría poner a un animal en riesgo de estímulos peligrosos en su entorno debido a su falta de memoria de dichos estímulos. 

## Efectos conductuales
Los olores pueden evocar recuerdos autobiográficos positivos y aumentar las emociones positivas, disminuir los estados de ánimo negativos, alterar los antojos y reducir los índices fisiológicos del estrés, incluidos los marcadores sistémicos de inflamación.  

### Desarrollo neurológico y estructural
Los estudios demuestran que los cambios en el bulbo olfatorio y el sistema olfativo principal después del nacimiento son extremadamente importantes e influyentes en el comportamiento materno.  El embarazo y el parto dan lugar a un alto estado de plasticidad del sistema olfativo que puede facilitar el aprendizaje olfativo en la madre.  Es probable que la neurogénesis facilite la formación de la memoria olfativa en la madre y en el bebé.  Un cambio significativo se produce en la regulación del olfato justo después del nacimiento, de modo que los olores relacionados con las crías ya no son aversivos, lo que permite a la hembra responder positivamente a sus bebés.  Las investigaciones realizadas con una variedad de animales sugieren el papel de la noradrenalina en el aprendizaje olfativo, en el que las neuronas de noradrenalina en el locus coeruleus envían proyecciones a las neuronas en los bulbos olfativos principal y accesorio.  Esto es importante en la formación de la memoria olfativa y el aprendizaje.
El bulbo olfatorio principal es una de las estructuras neuronales que experimenta cambios profundos cuando se expone a los olores de las crías en el momento del parto.  Los estudios de neuroimagen humana sugieren que la activación de la corteza prefrontal medial (mPFC) ocurre durante las pruebas de memoria olfativa.  La corteza prefrontal medial recibe amplias proyecciones olfativas, que se activan inmediatamente después del nacimiento en correspondencia con las regiones de procesamiento olfativo primario.  Aunque no existe una especificidad funcional de los sistemas olfativos principales o accesorios en el desarrollo de las conductas maternas, se ha demostrado que el sistema olfativo principal se ve afectado cuando se requiere la discriminación individual de olores de la descendencia; este sistema experimenta un cambio significativo tras la exposición a los olores de la descendencia después del parto.  Los cambios en los circuitos sinápticos también contribuyen al nivel de respuesta materna y la memorización de estos olores. 

### Señales olfativas

#### Estudios sobre mamíferos
Las señales olfativas de los mamíferos desempeñan un papel importante en la coordinación del vínculo madre-infante y en el consiguiente desarrollo normal de la descendencia.  Las crías de varios mamíferos diferentes se sienten atraídas por el olor del líquido amniótico, que ayuda a calmar y adaptar al bebé al nuevo entorno fuera del útero.  Las ovejas forman una memoria de reconocimiento olfativo para sus corderos entre 2 y 4 horas después del parto, lo que hace que la madre rechace posteriormente las insinuaciones de corderos y olores desconocidos.  Se cree que este vínculo se ve reforzado por señales olfativas que provocan una mejor transmisión a través de las sinapsis del bulbo olfativo.  Después del nacimiento de la cría, se produce un cambio en el valor de los olores del bebé para la madre, lo que provoca cambios en las estructuras neuronales como el bulbo olfatorio.  Estos cambios contribuyen a la respuesta materna y a la memorización de estos olores.  Las señales olfativas del cordero bebé son importantes para establecer el comportamiento y el vínculo maternal. Después del nacimiento, el olor del líquido amniótico (que antes era repugnante) se vuelve atractivo para las ovejas. 
El líquido amniótico es una de las principales señales olfativas a las que está expuesta la oveja después del nacimiento, lo que le permite sentirse atraída por cualquier cordero recién nacido asociado con ese líquido amniótico.  El líquido amniótico produce señales olfativas y una respuesta de la oveja que hace que se sienta atraída por el cordero recién nacido.  Cuando los corderos recién nacidos eran lavados con jabón (o incluso con agua), se reducía en gran medida el grado de comportamiento de lamido por parte de la oveja materna y, en consecuencia, se le impedía mostrar un comportamiento de aceptación hacia el recién nacido.  El sistema olfativo principal en las ovejas es bastante importante para el desarrollo de conductas maternales apropiadas en las ovejas. 
La evidencia fisiológica, conductual y anatómica muestra que algunas especies pueden tener un sistema olfativo funcional en el útero.  Los recién nacidos responden positivamente al olor de su propio líquido amniótico, lo que puede servir como evidencia del aprendizaje olfativo intrauterino.  El sentido del olfato de los mamíferos madura en una etapa temprana del desarrollo.  La memoria olfativa fetal se ha demostrado en ratas, por ejemplo. Un ejemplo de ello son las crías de rata, que evitan los olores que experimentaron en asociación con un estímulo nocivo antes de nacer.  Si bien los estudios con animales desempeñan un papel importante para ayudar a descubrir y aprender la memoria olfativa de los humanos, es importante prestar atención a los detalles de cada estudio, ya que no siempre se pueden generalizar a todas las especies. 

#### Estudios humanos
Los estudios de investigación proporcionan evidencia de que el feto se familiariza con las señales químicas del entorno intrauterino.  El aprendizaje olfativo intrauterino puede demostrarse mediante evidencia conductual de que los recién nacidos responden positivamente al olor de su propio líquido amniótico.  Los bebés responden a las señales olfativas asociadas con los olores del pecho materno.  Son capaces de reconocer y reaccionar favorablemente a los olores emitidos por los pechos de sus propias madres, a pesar de que también pueden sentirse atraídos por los olores de los pechos de hembras lactantes desconocidas en un contexto diferente.  El olor único que transmite la madre (al bebé) se denomina firma olfativa.  Si bien los senos son una fuente de la señal olfativa única de la madre, los bebés también pueden reconocer y responder con familiaridad y preferencia al olor de la axila de su madre. 
Las señales olfativas están muy extendidas en el cuidado parental para ayudar en la dinámica de la relación madre-bebé y en el desarrollo posterior de la descendencia.  En apoyo del aprendizaje olfativo fetal, los recién nacidos muestran una atracción conductual hacia el olor del líquido amniótico.  Por ejemplo, los bebés succionarían con mayor frecuencia de un pecho tratado con una cierta cantidad de su propio líquido amniótico, en lugar de un pecho alternativo sin tratamiento.  Los recién nacidos se sienten inicialmente atraídos por su propio líquido amniótico porque ese olor les resulta familiar. Aunque la exposición al líquido amniótico se elimina después del nacimiento, los bebés amamantados tienen contacto continuo con las señales del pezón y la zona de la areola de la madre. Esto hace que los olores de los senos se vuelvan más familiares y atractivos, mientras que el líquido amniótico pierde su valor positivo.  Los olores de los senos maternos son distintivos para cada individuo y sirven de base para que la descendencia pueda reconocer a la madre. 

### El papel del olfato en el vínculo materno y el desarrollo posterior
Como lo demuestran los animales en estado salvaje (los grandes simios, por ejemplo), la madre sostiene a la cría inmediatamente después del nacimiento sin limpiarla y la expone continuamente al olor familiar del líquido amniótico (lo que hace que la transición del entorno intrauterino al extrauterino sea menos abrumadora).  En los mamíferos recién nacidos, la zona del pezón de la madre es importante como única fuente de nutrientes necesarios.  El olor olfativo materno, exclusivo de la madre, se asocia con la ingesta de alimentos, y los recién nacidos que no tienen acceso a los pechos de la madre morirían poco después del nacimiento.  Como resultado, parece que la selección natural debería favorecer el desarrollo de un medio para ayudar a mantener y establecer una lactancia materna efectiva.  Los olores de los pechos maternos indican la presencia de una fuente de alimento para el recién nacido.  Estos olores mamarios provocan respuestas positivas en los neonatos desde una hora o menos hasta varias semanas después del parto.  La firma olfativa de la madre se experimenta con estímulos de refuerzo como la comida, el calor y la estimulación táctil, lo que mejora el aprendizaje posterior de esa señal. 
Si bien los bebés generalmente se sienten atraídos por los olores producidos por las mujeres lactantes, son particularmente sensibles al aroma único de su madre.  Estas señales olfativas se utilizan en los mamíferos durante el cuidado materno para coordinar la interacción madre-bebé.  La familiarización con los olores que encontrará después del nacimiento puede ayudar al bebé a adaptarse a un entorno que de otro modo le resultaría desconocido.  Las estructuras neuronales como el bulbo olfatorio sufren cambios importantes cuando se exponen a olores infantiles, lo que proporciona un punto de partida para el reconocimiento individual por parte de la madre.  Los olores de los pechos de las mujeres lactantes sirven como atrayentes para los neonatos, independientemente del historial de alimentación del bebé.  El aprendizaje olfativo materno se produce debido al alto estado de plasticidad y flujo dentro del sistema olfativo durante el embarazo y el parto. 

## Evolución

### Búsqueda de comida
Estudios del cerebro de los mamíferos han descubierto que el exceso de neuronas cerebrales es un fenómeno propio principalmente de animales que tenían que buscar y capturar alimento. Estas neuronas se han convertido en una parte importante del sistema olfativo a lo largo de la evolución para permitir que los mamíferos superiores, como los primates, tengan mejores posibilidades de supervivencia a través de métodos más avanzados de caza y búsqueda de alimentos.  Por ejemplo, el buitre tiene gran parte de su cerebro dedicada al sentido del olfato. Esto le permite detectar alimentos a largas distancias sin poder verlos.  Tener memoria para distintos tipos de alimentos ayuda a la supervivencia, permitiendo a los animales recordar qué aroma es comestible y cuál no.

### Comunicación e identificación
La memoria olfativa también se ha desarrollado a lo largo de la evolución para ayudar a los animales a reconocer a otros animales.  Se sugiere que el olfato permite a los bebés identificarse con sus madres o a los humanos identificar entre machos y hembras.  Las señales olfativas también fueron utilizadas, y aún son utilizadas, por muchos animales para marcar territorio, protegiéndose de otras amenazas a su supervivencia.  Si bien el desarrollo de otros sistemas sensoriales, como el sistema visual y el auditivo, ha disminuido la dependencia de algunos animales del sistema olfativo, todavía hay evidencia que muestra que los sistemas olfativos de estos animales aún tienen una fuerte influencia en sus interacciones sociales.  La memoria de olores específicos le da al animal la oportunidad de comunicarse con miembros de la misma especie y permite la falta de comunicación entre especies que no tienen los sistemas receptores adecuados para el olor.  Estas señales químicas también pueden detectarse en la oscuridad o incluso bajo el agua. 

### Reproducción sexual
El olfato es un aspecto muy importante en la reproducción sexual a lo largo de la evolución porque desencadena el comportamiento de apareamiento en muchas especies.  Las feromonas como señales químicas olfativas permiten a los miembros de la misma especie percibir cuando otros miembros están listos para la reproducción.  También puede conducir a la sincronización de los ciclos menstruales en las hembras dentro de la especie e influir en la atracción sexual entre los miembros de la misma.  Tener una memoria inconsciente de tales procesos ha permitido que las especies sobrevivan.

### Estímulo de advertencia
También se cree que el desarrollo del sentido del olfato surgió para funcionar como un sistema de excitación. Una vez que un olor entra en la memoria consciente, puede indicar la presencia de una amenaza, como el olor a gas o humo. Sin embargo, la memoria olfativa también puede ser un proceso implícito o inconsciente. Esta capacidad de responder automáticamente a un estímulo de advertencia es muy similar a los procesos preatencionales de otros sistemas sensoriales que implican el uso de formas automáticas de memoria. Estos patrones de respuesta han evolucionado con el tiempo e involucran una amplia variedad de respuestas motoras y autónomas que se integran en el patrón de comportamiento de reacción a un estímulo de advertencia. La ansiedad inducida por el olor puede ser causada cuando un animal detecta un depredador. Un estudio realizado en ratas mostró que cuando una rata estaba expuesta a olores de gato, se producía un aumento en el comportamiento relacionado con la ansiedad. El olor del gato induce una inhibición del sistema endocannabinoide en la amígdala, lo que se ha sugerido que induce respuestas relacionadas con la ansiedad.

## Déficits

### Déficits olfativos en el cerebro
Los déficits de memoria olfativa pueden ser indicadores importantes de daño y patología cerebral.  Hay evidencia que sugiere que ciertos trastornos mentales no sólo producen déficits olfativos sino que también los predicen. Se han encontrado evidencias de una serie de trastornos, entre ellos la esquizofrenia,    la enfermedad de Parkinson,    la enfermedad de Huntington,   el síndrome de Korsakoff alcohólico,   y la enfermedad de Alzheimer.      En investigaciones con animales, ciertos fármacos que alteran el cerebro, como los antidepresivos, producen déficits en la memoria olfativa.  Para probar los efectos de los antidepresivos sobre la sensibilidad olfativa en ratones, "los ratones fueron evaluados en un laberinto en forma de Y con la opción de elegir entre un odorante (butanol) o agua destilada antes y durante 3 semanas de una inyección intraperitoneal diaria de citalopram o clomipramina. Su desempeño se comparó con el de un grupo de control al que se le inyectó una solución salina"  y los resultados fueron que se encontraron déficits olfativos significativos durante el período de prueba de tres semanas. 

### Déficits olfativos y pruebas
Se han desarrollado muchas pruebas para evaluar la memoria olfativa en pacientes con trastornos mentales. La Prueba de Identificación de Olores de la Universidad de Pensilvania (UPSIT) de 40 ítems  y la Prueba Breve de Identificación de Olores de 12 ítems, que se desarrolló a partir de la UPSIT, ambas prueban la identificación olfativa utilizando un cuadernillo que se rasca y se huele. La prueba olfativa Sniffin' Sticks consta de varios bolígrafos que contienen diferentes aromas y diferentes diluciones, y esta prueba proporciona puntuaciones para tres dominios olfativos: identificación, umbral y discriminación. 

### Déficits olfativos y predicción de enfermedades o dolencias mentales
Se han encontrado déficits olfativos en pacientes con trastornos mentales y hay evidencia que sugiere que los déficits olfativos pueden ser un predictor de enfermedades y dolencias mentales. Las investigaciones sugieren que los déficits de memoria olfativa pueden ser buenos predictores de varios trastornos mentales como la depresión, la demencia y la neurodegeneración, ya que cada trastorno tiene sus propias características distintivas que conducen a predicciones específicas sobre qué tipo de trastorno mental puede tener una persona. 